# Chills and Thrills in the Drama of Mad Sin and Mystery
Chills and Thrills... är ett musikalbum av Mad Sin och släpptes 1988. Ansvarigt skivbolag var Maybe Crazy Records.

## Låtlista
1. Acid Train
2. Brainstorm
3. Buddy's Riot
4. Straight to Hell
5. Planet Paradise
6. Mad Rumble
7. 2,3,4
8. Shake the Thing
9. Day of the Merge Souls
10. Gonna Get Her
11. Spell Your Soul
12. Whirl Girl

## Bandmedlemmar
- Köfte - Sång/Trummor
- F.Stein - Gitarr
- Holly - Bas